# Roberto Alvarado
Roberto Carlos Alvarado Hernández (sinh ngày 7 tháng 9 năm 1998) là một cầu thủ bóng đá chuyên nghiệp người México hiện thi đấu ở vị trí tiền vệ cho câu lạc bộ Guadalajara tại Liga MX và đội tuyển quốc gia México.

## Thống kê sự nghiệp

### Câu lạc bộ
Tính đến ngày 9 tháng 10 năm 2022
| Club         | Season       | League       | League | League | Cup  | Cup   | Continental | Continental | Total | Total |
| Club         | Season       | Division     | Apps   | Goals  | Apps | Goals | Apps        | Goals       | Apps  | Goals |
| ------------ | ------------ | ------------ | ------ | ------ | ---- | ----- | ----------- | ----------- | ----- | ----- |
| Celaya       | 2013–14      | Ascenso MX   | 5      | 0      | 4    | 1     | —           | —           | 9     | 1     |
| Celaya       | 2014–15      | Ascenso MX   | 3      | 0      | 2    | 0     | —           | —           | 5     | 0     |
| Celaya       | 2015–16      | Ascenso MX   | 24     | 1      | 5    | 0     | —           | —           | 29    | 1     |
| Celaya       | 2016–17      | Ascenso MX   | 18     | 7      | 1    | 1     | —           | —           | 19    | 8     |
| Celaya       | Total        | Total        | 50     | 8      | 12   | 2     | —           | —           | 62    | 10    |
| Pachuca      | 2016–17      | Liga MX      | 9      | 1      | —    | —     | 2           | 0           | 11    | 1     |
| Necaxa       | 2017–18      | Liga MX      | 26     | 2      | 11   | 0     | —           | —           | 37    | 2     |
| Cruz Azul    | 2018–19      | Liga MX      | 42     | 4      | 12   | 2     | 3           | 1           | 57    | 7     |
| Cruz Azul    | 2019–20      | Liga MX      | 27     | 4      | —    | —     | 2           | 0           | 29    | 4     |
| Cruz Azul    | 2020–21      | Liga MX      | 36     | 4      | 1    | 0     | 5           | 0           | 42    | 4     |
| Cruz Azul    | 2021–22      | Liga MX      | 15     | 4      | —    | —     | —           | —           | 15    | 4     |
| Cruz Azul    | Total        | Total        | 120    | 16     | 13   | 2     | 10          | 1           | 143   | 19    |
| Guadalajara  | 2021–22      | Liga MX      | 19     | 3      | —    | —     | —           | —           | 19    | 3     |
| Guadalajara  | 2022–23      | Liga MX      | 18     | 2      | —    | —     | —           | —           | 18    | 2     |
| Guadalajara  | Total        | Total        | 37     | 5      | —    | —     | —           | —           | 37    | 5     |
| Career total | Career total | Career total | 242    | 32     | 36   | 4     | 12          | 1           | 290   | 37    |

1. ↑  Appearances in Copa MX
2. ↑  Includes CONCACAF Champions League and Leagues Cup
3. ↑  includes 1 match from the 2019 Supercopa MX
4. ↑  Appearance in 2021 Campeones Cup

### Quốc tế
Tính đến 21 tháng 11 năm 2023
| 2018 | 5  | 0 |
| 2019 | 12 | 3 |
| 2020 | 2  | 0 |
| 2021 | 6  | 1 |
| 2022 | 7  | 0 |
| 2023 | 11 | 1 |
| Tổng | 43 | 5 |

#### Bàn thắng quốc tế
Bàn thắng và kết quả của México được để trước.
| #  | Ngày                 | Địa điểm                                        | Đối thủ   | Bàn thắng | Kết quả | Giải đấu                        |
| -- | -------------------- | ----------------------------------------------- | --------- | --------- | ------- | ------------------------------- |
| 1. | 5 tháng 6 năm 2019   | Sân vận động Mercedes-Benz, Atlanta, Hoa Kỳ     | Venezuela | 1–1       | 3–1     | Giao hữu                        |
| 2. | 19 tháng 6 năm 2019  | Broncos Stadium at Mile High, Denver, Hoa Kỳ    | Canada    | 1–0       | 3–1     | CONCACAF Gold Cup 2019          |
| 3. | 15 tháng 10 năm 2019 | Sân vận động Azteca, Mexico City, México        | Panama    | 1–0       | 3–1     | CONCACAF Nations League 2019–20 |
| 4. | 27 tháng 10 năm 2021 | Sân vận động Bank of America, Charlotte, Hoa Kỳ | Ecuador   | 1–1       | 2–3     | Giao hữu                        |
| 5. | 12 tháng 7 năm 2023  | Sân vận động Allegiant, Paradise, Hoa Kỳ        | Jamaica   | 3–0       | 3–0     | CONCACAF Gold Cup 2023          |